# Pleasant Hill (Illinois)
Pleasant Hill ist ein Ort im Pike County im Westen des US-amerikanischen Bundesstaates Illinois in der Nähe des Mississippi. Das U.S. Census Bureau hat bei der Volkszählung 2020 eine Einwohnerzahl von 924 ermittelt.
In Pleasant Hill wird alljährlich der Jahrmarkt Pike County Fair abgehalten. Gleichfalls alljährlich wird das Bi-State Annual Demolition Derby, ein Stockcar-Rennen, das vorher im Vergnügungspark Six Flags St. Louis in Eureka, Missouri stattfand, heute in Pleasant Hill ausgetragen. Das alljährlich in Pleasant Hill anlässlich des 4. Juli veranstaltete Feuerwerk ist eine Attraktion für das gesamte County. Das Feuerwerk kann von vielen Städten der Umgebung gesehen werden.

## Geografie
Pleasant Hill liegt auf 39°26′36″ nördlicher Breite und 90°52′23″ westlicher Länge.
Der Ort erstreckt sich über 2,0 km², die nahezu ausschließlich aus Landfläche bestehen.

## Demografische Daten
Bei der Volkszählung im Jahre 2000 wurde eine Einwohnerzahl von 1047 ermittelt. Diese verteilten sich auf 442 Haushalte in 288 Familien. Die Bevölkerungsdichte lag bei 531,9/km². Es gab 483 Gebäude, was einer Dichte von 245,4/km² entspricht.
Die Bevölkerung bestand im Jahre 2000 aus 98,66 % Weißen, 0,57 % anderen. 0,76 % gaben an, von mindestens zwei dieser Gruppen abzustammen. 0,57 % der Bevölkerung bestand aus Hispanics, die verschiedenen der genannten Gruppen angehörten.
25,8 % waren unter 18 Jahren, 5,3 % zwischen 18 und 24, 24,4 % von 25 bis 44, 21,4 % von 45 bis 64 und 23,2 % 65 und älter. Das durchschnittliche Alter lag bei 40 Jahren. Auf 100 Frauen kamen statistisch 96,1 Männer, bei den über 18-jährigen 83,7.
Das durchschnittliche Einkommen pro Haushalt betrug $ 25.156, das durchschnittliche Familieneinkommen bei $ 31.029. Das Einkommen der Männer lag durchschnittlich bei $ 24.583, das der Frauen bei $ 16.534. Das Pro-Kopf-Einkommen lag bei $ 12.682. Rund 10,8 % der Familien und 17,0 % der Gesamtbevölkerung lagen mit ihrem Einkommen unter der Armutsgrenze.

## Schulen
Pleasant Hill hat 2 Schulen: eine Grundschule und eine High School.